# Jerry Hopkins
Elisha Gerald Hopkins, más conocido como Jerry Hopkins (Camden, 9 de noviembre de 1935-Bangkok, 3 de junio de 2018), fue un periodista y escritor estadounidense.

## Biografía
Jerry Hopkins es autor de las primeras biografías sobre Elvis Presley y sobre Jim Morrison de The Doors, esta última coescrita con Danny Sugerman (No One Here Gets Out Alive) en 1980. Fue colaborador durante 20 años en la revista Rolling Stone, y también trabajó como guionista y productor para los programas de televisión de Mike Wallace, Steve Allen y Mort Sahl. Hopkins publicó 37 libros y aproximadamente mil artículos en revistas. Algunos de sus libros se han traducido a más de una decena  de idiomas. 
En 1993 se trasladó a Tailandia y se dedicó a escribir para revistas de viajes, de gastronomía y revistas de líneas aéreas, a la vez que colaboraba con el fotógrafo Michael Freeman. Falleció, después de una larga enfermedad, el 3 de junio de 2018 en el Camillian Hospital de Bangkok, a los 82 años de edad.